# أطلس محيطات العالم
أطلس محيطات العالم  (بالإنجليزية: World Ocean Atlas أو WOA) هو كتاب يجمع بيانات مختبر مناخ المحيطات التابع لمركز البيانات الوطني للمحيطات في الولايات المتحدة الأمريكية. يحتوي أطلس محيطات العالم على بيانات المناخ وخواص المحيطات في العالم من وجهة درجة الحرارة ودرجة الأملاح وغيرها من البيانات. وقد صدر هذا الأطلس أول مرة في عام 1994  (على أساس الأطلس المناخي لمحيطات العالم ), وتتابع اصداره كل نحو 4 سنوات ابتداء من 1998 ، ثم في الأعوام 2001, 2005 2009.

## البيانات
الفروع التي تشكل أطلس محيطات العالم تتكون من تحليلات علمية اجريت في جميع أنحاء العالم بإتساع 1° جغرافيا لتوضيح الفروق) درجات التباين. الحقول ممثلة في شكل حجمي (أي في ثلاثة ابعاد: طول، عرض، وعمق) ، وتـُمد البيانات على عدد 33 من تقسيمات العمق كلها متناسقة منتظمة في جميع البحار والمحيطات . تبدأ من السطح (0) حتى قاع البحر، حتى عمق 5500 متر.
أختيرت الأعماق كالآتي: 
0, 10, 20, 30, 50, 75, 100, 125, 150, 200, 250, 300, 400, 500, 600, 700, 800, 900, 1000, 1100, 1200, 1300, 1400, 1500, 1750, 2000, 2500, 3000, 3500, 4000, 4500, 5000, 5500 متر.
وبالنسبة إلى الفروق الزمنية فإن البيانات قد رصدت سنويا، وفي كل فصل من فصول السنة، ولكل شهر . تحتوي بيانات الأطلس على درجة الحرارة و الملوحة ، أكسجين ذائب ، الاستهلاك الظاهري للأكسجين، تركيز الأكسجين و تركيز الفوسفات و تركيز حمض السيليسيك و تركيز النترات .
وبالإضافة إلى متوسط خواص الحقول في المحيطات والبحار فيحتوي الأطلس أيضا على معلومات احصائية عن البيانات المقاسة التي بنيت عليها المتوسطات، وكذلك انحرافها المعياري و الخطأ المعياري . كما يوجد من البيانات قيم لتباين أفقي منخفض بتباين (5°) .
يوجد بيانات أطلس محيطات العالم في هيئة مضغوطة أسكي 
ASCII ، وبالإضافة لذلك فهي تنشر أيضا في NetCDF منذ عام 2005 .

## خرائط التوزيعات
|  |  |  |
|  |  |  |
|  |  |  |